# Immigration au Canada
Le graphique qui aurait dû être présenté ici ne peut pas être affiché car il utilise l'ancienne extension Graph, désactivée pour des questions de sécurité. Des indications pour créer un nouveau graphique avec la nouvelle extension Chart sont disponibles ici.

- OECD International Migration Database[1]

L'immigration au Canada représente le taux le plus élevé parmi les pays du G7. Chaque année, le Canada fixe des cibles relatives au nombre d'immigrants à accueillir. Entre 2001 et 2014, une moyenne de 249 500 immigrants se sont installés au Canada chaque année.
Depuis le dernier siècle, l'immigration permet de soutenir la croissance démographique et économique du Canada. En 2019, 341 000 personnes ont obtenu la résidence permanente, ce qui représente plus de 1 % de la population.
Chaque année, environ 150 000 immigrants deviennent des citoyens canadiens. Les autorités prévoient que les habitants originaires d'un pays étranger représenteront 30 % de la population canadienne en 2030. Les candidats à l'immigration doivent cependant prouver détenir des compétences professionnelles spécifiques faisant défaut au niveau local, ou être en mesure de créer des entreprises au Canada. En raison de cette politique, 36 % des médecins, 41 % des ingénieurs et un chef d'entreprise sur trois au Canada sont issus de l'immigration (statistiques de 2023). Cette politique migratoire présente l'inconvénient de priver les pays pauvres de leur personnel qualifié et ainsi de ralentir leur développement

## Histoire

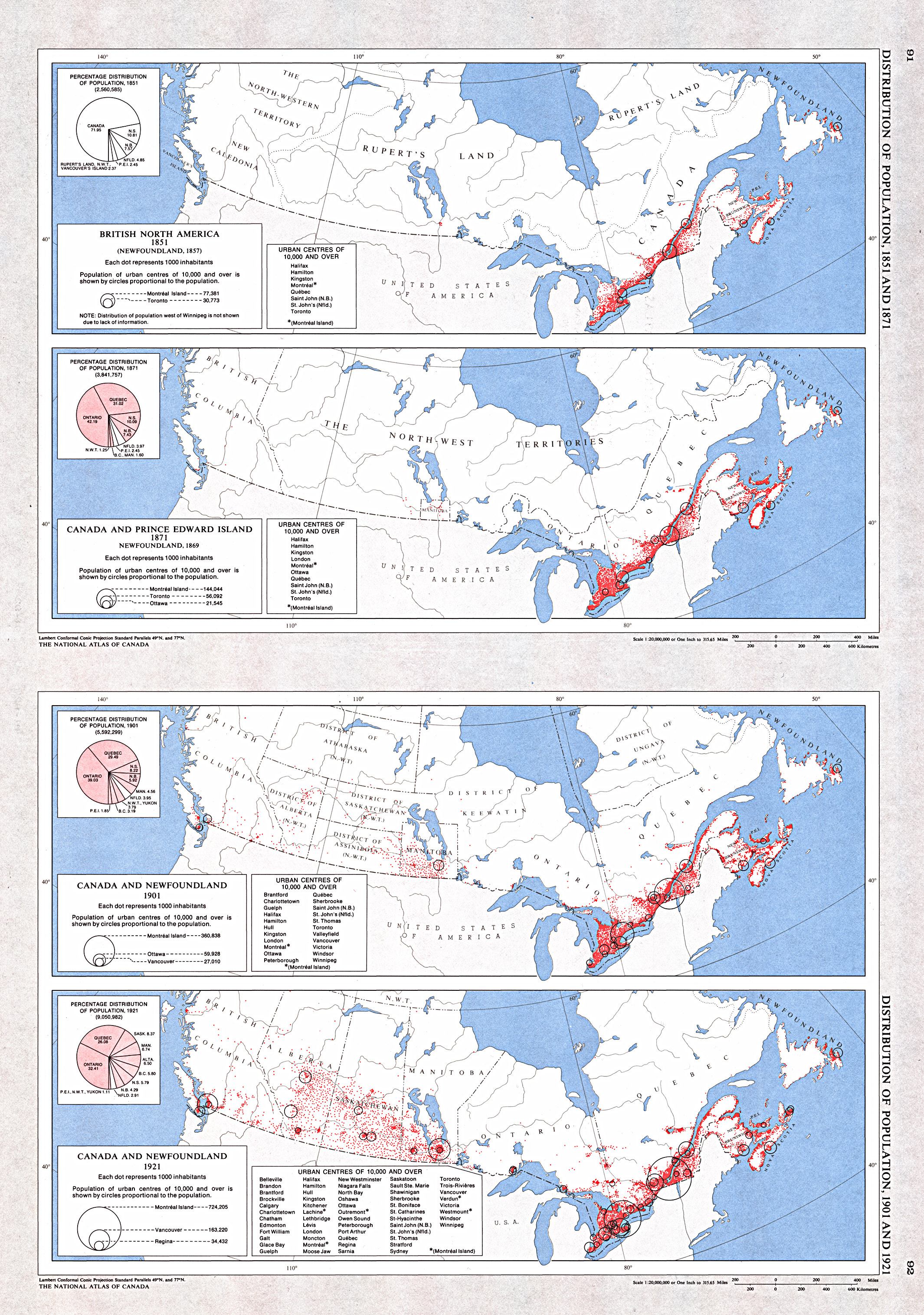
Cartes montrant la population du Canada en 1851, 1871, 1901 et 1921 par régions.

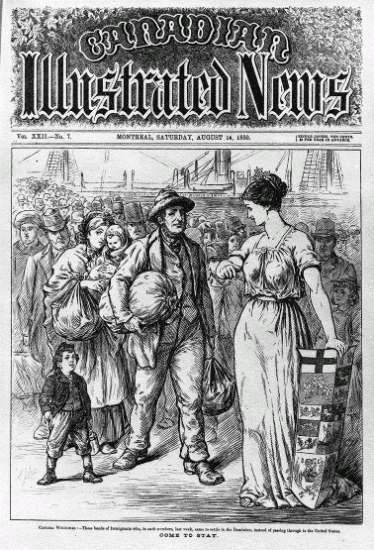
Come to Stay, une affiche imprimée en 1880.

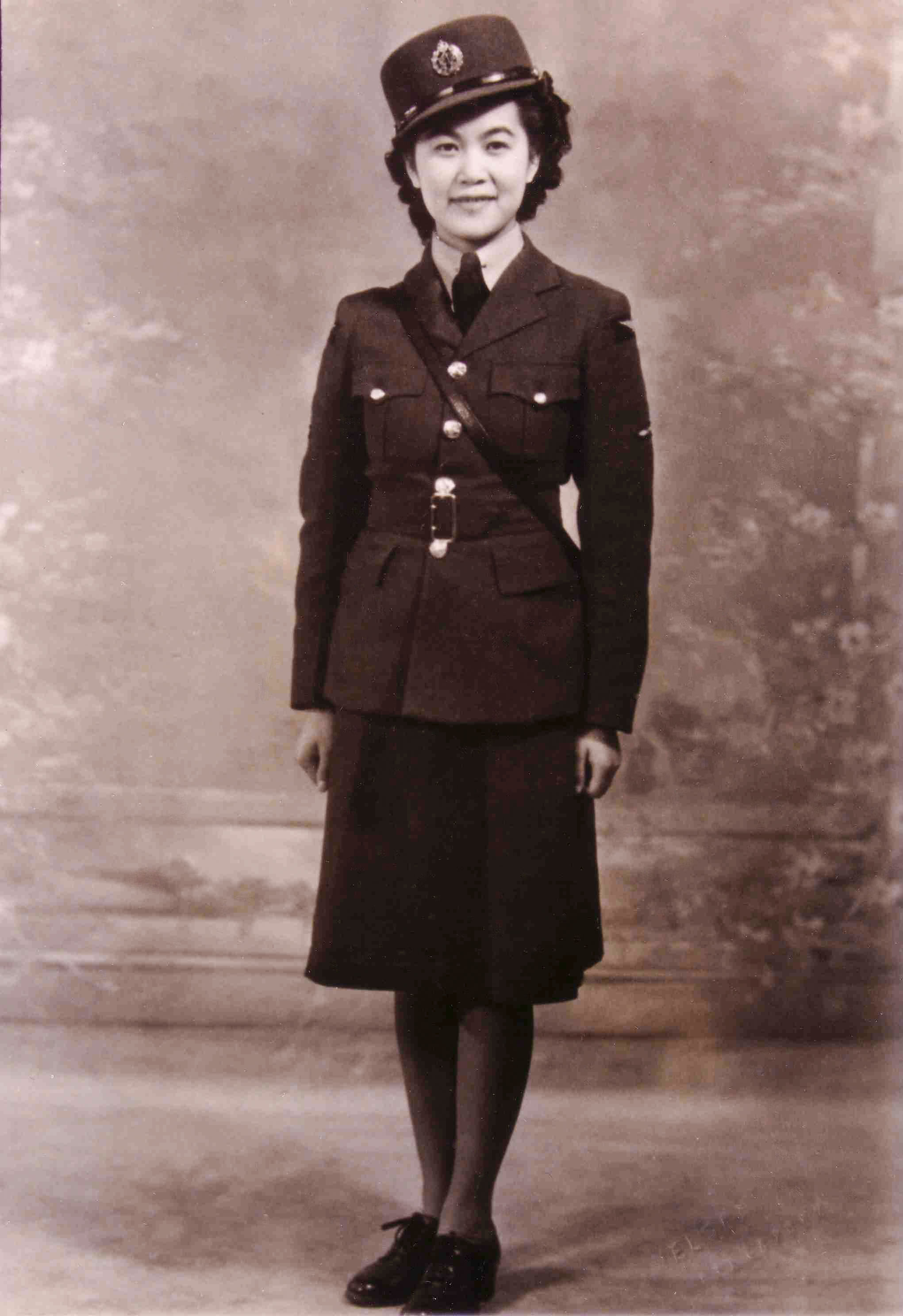
Jean Suey Zee Lee, première sino-canadienne à servir dans l'Aviation royale du Canada, a obtenu la nationalité canadienne en 1947.

À la suite de l'invasion anglaise de 1760, l'immigration canadienne se transforme d'une immigration de colonisation et d'exploration en une immigration économique. Les premiers à bénéficier de cette politique sont les loyalistes américains, chassés de leurs terres plus au sud. Au XIXe siècle, l'immigration était encouragée par Londres qui faisait venir beaucoup de colons britanniques dans le Haut-Canada, la Nouvelle-Écosse et les Cantons de l'Est. À cette époque, le Canada attire notamment beaucoup d'Irlandais qui fuyaient la famine dans leur pays.
Au Québec, Henri Bourassa et Armand Lavergne, deux députés libéraux de tendance nationaliste, s'insurgent à la Chambre des communes. En 1907, ils accusent ouvertement le gouvernement fédéral de tenter d’assimiler les Canadiens français. Depuis cette période, le gouvernement du Québec a obtenu le droit en 1978 d'établir sa propre politique en matière d'immigration. Aujourd'hui, il favorise à son tour les immigrants en fonction de leur langue ou de leur pays d’origine.
La fin du XIXe siècle et le début du XXe siècle marquent l'expansion vers l'Ouest : Ottawa recrute des colons ukrainiens, allemands et italiens pour coloniser les provinces du Manitoba, de la Saskatchewan, de l'Alberta et de la Colombie-Britannique. À partir de 1869, le Canada met en place ses premières lois pour règlementer l'immigration. L'acte d'immigration de 1869, établi par le premier ministre John A. Macdonald vise essentiellement à assurer la sécurité des arrivants et leur départ vers l'Ouest. Les besoins en main-d'œuvre sont importants, autant dans les mines que sur les chantiers ou dans l'industrie. Les entreprises ont recours à des courtiers en emploi, les padroni, pour recruter des candidats à l'immigration d'origine italienne. En 1904-1905, la Commission royale sur l'immigration italienne présidée par le juge John Winchester enquête sur ces padroni. La commission démontra que ces intermédiaires surfacturaient leurs services aux migrants, et le Chemin de fer Canadien Pacifique congédia son principal padrone, sans pour autant faire cesser cette pratique.
Dès la fin du XIXe siècle, le Canada ne considère toutefois plus tous les immigrants sur un pied d'égalité. Les asiatiques sont les premiers à être considérés comme indésirables, et en particulier les Chinois. Ceux ci sont trop nombreux à rejoindre le chantier du Chemin de fer Canadien pacifique au goût des syndicalistes blancs de Colombie britannique. La première loi de l'immigration chinoise de 1885 impose à chaque immigrant chinois un droit d'entrée de 10 dollars, droit qui ne cesse d'augmenter pour atteindre 500 dollars en 1903. Par la suite, l'immigration chinoise, y compris en provenance de Hongkong, est interdite avec la loi de l'immigration chinoise de 1923. La loi de 1906 marque aussi un tournant pour les immigrés en provenance des pays d'Europe du Sud et des Balkans. L'acte de l'immigration de 1906 est élaboré sous la pression des syndicats des villes de la Côte Est qui craignent une diminution du salaire journalier à la suite de l'afflux d'étrangers. Rédigée sous la direction du ministre de l'intérieur Frank Oliver, elle autorise la déportation des candidats jugés indésirables.
En 1913, le Canada établit un nouveau record. En effet, 400 870 immigrants arrivèrent cette année-là, un chiffre jamais égalé dans l’histoire du pays.
Il faut cependant noter que cette forte immigration au Canada a été accompagnée et contrebalancée par une forte émigration vers les États-Unis. Pour beaucoup d'immigrés débarquant au Canada, le pays jouait le rôle d'une porte d'entrée vers un pays à la croissance économique bien plus grande. Cet attrait pour les États-Unis a également touché les Canadiens. Ainsi, rien que pour les Canadiens-français, on estime que quasiment un million de ces derniers ont émigré vers les États-Unis, principalement les grands centres manufacturiers, de 1840 à 1930.
Au XXe siècle, des Polonais, des Chinois, des Juifs, des Grecs arrivent à Montréal, à Toronto et à Vancouver. Une bonne partie de la Colombie-Britannique est ainsi sinophone. Dès la deuxième moitié du XXe siècle, la plupart des immigrants viennent de l'Asie et récemment, de l'Afrique et du Moyen-Orient.
Le Canada a longtemps eu une politique migratoire très stricte, notamment à l'égard des juifs. Entre l'instauration de la dictature hitlérienne en Allemagne en 1933 et la création de l’État d’Israël en 1948, seuls 5 000 juifs ont été acceptés au Canada, alors que les persécutions se généralisaient en Europe. Le refus de Mackenzie King en 1939 d’autoriser le paquebot Saint Louis, qui transportait plusieurs centaines de réfugiés, à accoster, est emblématique de cette politique.
Le nombre d'immigrés au Canada est passé de 2,1 millions en 1951 (15% de la population totale du Canada), à 2,8 millions en 1961 (16% de la population totale du Canada), à 3,3 millions en 1971 (15% de la population totale du Canada), à 3,9 millions en 1986 (16% de la population totale du Canada), à 5,4 millions en 2001 (18% de la population totale du Canada) et à 8,3 millions en 2021 (23% de la population totale du Canada),,.

## Politique d'immigration
L'application de la politique et des lois sur l'immigration est assurée par Immigration, Réfugiés et Citoyenneté Canada, un des ministères du gouvernement du Canada. Le ministère :
- effectue les vérifications requises et approuve l’admission des immigrants, des étudiants étrangers, des visiteurs et des travailleurs temporaires désirant obtenir un titre de séjour ;
- réinstalle les réfugiés, les protège et leur offre l’asile ;
- aide les nouveaux arrivants à s’adapter à la société (économique et politique) canadienne et à acquérir la citoyenneté ;
- gère l’accès au Canada de manière à protéger la sécurité et la santé de ses habitants, de même que préserver l’intégrité des lois canadiennes.

Le IRCC propose plusieurs programmes aux candidats étrangers à l'immigration au Canada :
- travailleurs qualifiés sélectionnés par le Québec : pour les personnes sélectionnées par le gouvernement du Québec afin de s’établir dans la province et d’y travailler ;
- travailleurs qualifiés et professionnels : pour les individus qui veulent s’établir et travailler au Canada, hors du Québec ;
- catégorie de l’expérience canadienne : pour les personnes qui ont acquis une expérience de travail récente au Canada ou qui ont gradué et récemment travaillé au Canada ;
- investisseurs, entrepreneurs et travailleurs autonomes : pour les immigrants qui veulent lancer une entreprise au Canada ;
- candidats des provinces : une des provinces ou un des territoires du Canada peut nommer des candidats pour s'établir et travailler dans cette province ou ce territoire ;
- parrainage : un résident permanent ou un citoyen canadien peut parrainer certains membres de sa famille à immigrer à certaines conditions.

Le candidat à l'immigration obtient le statut de résident permanent à l'issue de sa procédure d'immigration. Ce statut lui permet de vivre, d'étudier et de travailler partout sur le territoire canadien et de bénéficier de la plupart des avantages sociaux auxquels les citoyens canadiens ont droit, notamment à l’assurance-maladie. Le statut de résident permanent n'est cependant pas celui de citoyen et n'aboutit pas toujours à l'obtention de la citoyenneté. Ce dernier permet uniquement d'en déposer la demande.
Ainsi, si Canada reste l’une des principales destinations pour l'immigration le monde, il faut également noter que cette immigration est rigoureusement sélectionnée : les résidents permanents sont en moyenne davantage diplômés et qualifiés que ceux acceptés aux États-Unis ou en Europe.

## Système Entrée express
Entrée express a remplacé le système initial de vérification des immigrés par le principe « celui qui arrivera premier recevra premier ». Entrée express utilise le système de points appelé Système de classement global (SCG) pour classer automatiquement les candidats intéressés et sélectionner les candidats les plus compétitifs pour l’immigration. Les principaux facteurs considérés sont l’âge, le niveau de scolarité, la maîtrise de l’anglais et/ou du français et l’expérience de travail au Canada. Le candidat idéal est de 20 à 29 ans avec le niveau de scolarité élevé et bonne maîtrise de l’anglais ou du français.
Le tirage Entrée express a lieu environ toutes les deux semaines. Le gouvernement fédéral fixe un score minimum en utilisant le Système de classement global. Tous les candidats qui obtiennent un score supérieur au score minimum reçoivent une invitation officielle à présenter une demande de résidence permanente.
Si plusieurs candidats ont le même score du SCG, le système trie les demandes par la date et l’heure auxquelles le profil du candidat a été soumis au système. Dans de rares cas, le gouvernement peut limiter les tirages pour certains programmes d’immigration Entrée express.
Le gouvernement du Canada établit un quota annuel d’immigrés qui viennent au pays à l’aide du système Entrée express. En 2022, le but sera de 91 150 personnes.
Le score du SCG le plus faible pour recevoir une invitation était de 199 points en mai 2017. En 2020, le score du SCG le plus faible pour les demandeurs était de 415 points sur 1 200. La même année, les candidats d'Entrée express ont reçu 107 350 invitations.

## Opinion des Canadiens sur l'immigration
En octobre 2024, comme le rapporte le journal français Le Monde, 58 % des Canadiens estiment qu'il y a trop d’immigration, selon un sondage de l'Environics Institute.
En décembre 2024, selon un sondage pour l'Association for Canadian Studies, une organisation rattachée à l'Université Queen's, 65 % des Canadiens trouvent qu'il y trop d'immigrés au Canada et 48 % des Canadiens se disent favorables à la déportation des migrants illégaux.

## Candidats à l'immigration à destination de la province de Québec
En vertu de l'accord Québec-Canada, la province de Québec sélectionne elle-même ses immigrants en fonction de critères qui lui sont propres. Dans le cadre du programme des travailleurs qualifiés, une grille de points reposant sur la formation, l'expérience professionnelle, l'âge, la connaissance du français et de l'anglais, etc., permet d'évaluer l'admissibilité du candidat. Si celui-ci est sélectionné, un certificat de sélection du Québec (CSQ) lui est accordé. À l'aide de ce CSQ, le candidat peut poursuivre sa procédure d'immigration au niveau fédéral. À l'issue d'un contrôle médical et d'une enquête de sécurité, le statut de résident permanent lui est accordé par Immigration, Réfugiés et Citoyenneté Canada. Bien que sélectionné par le Québec, ce statut lui permet de vivre et de travailler partout au Canada.
La province de Québec administre ses propres programmes d’immigration qui comportent des critères de sélection qui diffèrent de ceux des programmes fédéraux. Présentement, les personnes qui désirent s’établir au Québec peuvent déposer une demande dans l'une des catégories suivantes :
- programme des travailleurs qualifiés du Québec ;
- immigration des gens d'affaires ;
- programme d'expérience québécoise.

### Crise dans le regroupement familial: augmentation des délais d'attente au Québec
Au Québec, le système est tendu par la disparité entre le nombre de demandes et les places disponibles pour la réunification familiale. La province de Québec a établi des plafonds d'admission pour le regroupement familial, qui ont presque été atteints cette année. Cela a empêché le gouvernement fédéral d'accélérer le traitement des demandes sans dépasser les quotas fixés par le gouvernement de Legault. Les délais d'attente pour parrainer un conjoint vivant à l'étranger ont doublé par rapport aux autres provinces du Canada, passant de 27 à 33 mois, presque trois ans, tandis qu'ils restent à 13 mois dans les autres provinces. Cette augmentation des délais d'attente est due à une limite du nombre de places disponibles pour la réunification familiale au Québec, ce qui fait que le nombre de familles en attente augmente, atteignant 38 800 en juillet 2023.
Le ministère de l'Immigration du Québec a exprimé sa compréhension pour le stress que ces retards causent aux familles et a attribué la responsabilité au gouvernement fédéral. Le traitement des dossiers après l'émission des certificats de sélection du Québec relève de la responsabilité du gouvernement fédéral, qui admet les personnes selon les objectifs fixés par le Québec. Le gouvernement fédéral, à son tour, fait face à ses propres défis avec des retards importants dans ses programmes, comme le souligne le rapport du vérificateur général du Canada. Les critiques de l'opposition soutiennent que le gouvernement de Legault a la capacité d'agir pour réduire l'attente de milliers de familles. Cependant, avec le plafond d'admission presque atteint, le gouvernement fédéral a du mal à accélérer les demandes sans dépasser les quotas. Cela a conduit à des critiques de la part des porte-paroles de l'opposition en matière d'immigration, qui suggèrent que les délais vont continuer à augmenter et présentent le risque de poursuites judiciaires pour des retards excessifs.
Monsef Derraji, porte-parole du Parti libéral en matière d'immigration, qualifie la situation d'inhumaine, mettant en lumière la difficulté émotionnelle des familles séparées et remettant en question l'insistance du gouvernement provincial. De plus, les membres de collectifs tels que Québec réunifié soulignent l'importance pour la population de comprendre que le regroupement familial pourrait toucher n'importe qui à l'avenir.Les experts suggèrent que le gouvernement du Québec pourrait modifier les pourcentages de ses seuils d'immigration, en diminuant la part des immigrants économiques et en augmentant celle de la réunification familiale, une catégorie qu'ils considèrent comme ayant été oubliée dans le plan d'immigration, mais qui est essentielle pour la société.

### Pouvoirs en immigration des provinces
Le 15 mars 2024, Justin Trudeau rencontre François Legault mais refuse de lui donner les pleins pouvoirs en immigration. En réponse, le chef du Parti québécois, Paul St-Pierre Plamondon, réitère ses appels à un référendum sur la question, semblables à ceux qu'il avait appelés quelques semaines auparavant,.
Le 9 avril 2024, le premier ministre du Québec, François Legault, déclare que le Québec pourrait tenir un référendum sur les pouvoirs en matière d'immigration si le premier ministre Justin Trudeau ne donne pas à la province plus de pouvoirs en la matière,,.

## Intégration économique des immigrants
Immigrer dans un nouveau pays peut comporter plusieurs difficultés notamment sur le plan économique. Plusieurs immigrants parviennent à s’intégrer sur le marché du travail du pays d’accueil, soit le Canada, alors que, pour d’autres, ce processus est laborieux.
Quelques causes peuvent influencer négativement l’accès à un emploi pour les immigrants. La barrière linguistique est l’une d’elles. Selon plusieurs études, ne pas parler ou parler qu'imparfaitement la langue officielle du pays d’accueil limite les chances d’obtenir un emploi. La barrière linguistique représente aussi, dans certains cas, une source de discrimination envers les immigrants. Selon un sondage réalisé auprès de compagnies diverses, certaines mentionnent préférer engager un individu n’ayant pas d’accent lorsque ce dernier s’exprime en français ou en anglais, soit les deux langues officielles du Canada. La barrière linguistique n’est pas la seule source de discrimination possible. La couleur de la peau, les coutumes ainsi que les religions peuvent être des facteurs diminuant la possibilité d’accéder à un emploi pour les immigrants. Quelques chercheurs ont démontré que certains employeurs priorisent les personnes d’origine canadienne plutôt que les personnes faisant partie d’autres nationalités afin de combler un poste dans leur entreprise.
La non-reconnaissance des diplômes acquis à l’étranger constitue un facteur pouvant influencer le processus d’intégration économique des immigrants. Les systèmes scolaires des pays sont différents, et donc, selon plusieurs études, il est difficile d’évaluer l’équivalence des diplômes. Dans plusieurs cas, l’expérience de travail acquise dans le pays d’origine n’est pas prise en compte dans le pays d’accueil. Ceci constitue une cause des difficultés reliées à l’insertion socio-professionnelle puisque, comme le démontre une étude, certains employeurs sont réticents à engager des immigrants en raison de leur manque d’expérience sur le marché du travail canadien.
Les difficultés d’insertion sur le marché du travail canadien entraînent quelques conséquences. Les immigrants ne trouvant pas un emploi dans leur pays d’accueil décident, dans certains cas, de quitter ce pays afin d’obtenir plus d’opportunité au niveau professionnel ailleurs. Parmi les gens qui ont quitté le Canada, plusieurs affirment dans un sondage qu’ils se sont sentis exclus et ressentent qu’ils ont été mal accueillis par le pays d’accueil.
Les immigrants ayant parvenu à s’insérer sur le marché du travail canadien ont parfois des conditions plus désavantageuses que les natifs. Le taux de chômage des immigrants est plus élevé que celui des Canadiens d’origine. En 2014, au Québec, le taux de chômage des immigrants se situe à 11,1 % alors que celui des natifs est de 7,1 %. Quelques études ont aussi affirmé que le salaire des immigrants est, dans certains cas, plus bas que celui des natifs pour le même emploi. Cette différence de salaire a un impact sur les conditions de vie des immigrants puisqu’ils possèdent moins de revenus pour subvenir aux besoins de leur famille.

## Données statistiques sur l’immigration
Résidents permanents par catégorie admis au Canada en 2010 et 2023 :
| Catégorie                                           | 2023    | 2010    |
| --------------------------------------------------- | ------- | ------- |
| Immigrants économiques                              | 272 744 | 186 913 |
| Regroupement familial (parrainage)                  | 109 730 | 60 220  |
| Personne protégée et Réfugiés                       | 74 979  | 24 696  |
| Total pour les motifs d'ordre humanitaire et autres | 14 355  | 8 845   |
| Catégorie non déclarée                              |         | 7       |
| Total                                               | 471 808 | 280 681 |

Résidents permanents par province ou territoire admis au Canada en 2010 :
| Province ou territoire           |         |
| -------------------------------- | ------- |
| Ontario                          | 118 113 |
| Québec                           | 53 982  |
| Colombie-Britannique             | 44 184  |
| Alberta                          | 32 643  |
| Manitoba                         | 15 808  |
| Saskatchewan                     | 7 615   |
| Île-du-Prince-Édouard            | 2 581   |
| Nouvelle-Écosse                  | 2 408   |
| Nouveau-Brunswick                | 2 125   |
| Terre-Neuve-et-Labrador          | 714     |
| Yukon                            | 350     |
| Territoires du Nord-Ouest        | 137     |
| Nunavut                          | 19      |
| Province/territoire non déclarés | 2       |
| Total                            | 280 681 |

### Résidents permanents admis au Canada selon la nationalité
|                                  | 2013    | 2014    | 2015    | 2016    | 2017    | 2018    | 2019    | 2020    | 2021    | 2022    | 2023    | 2024    |
| -------------------------------- | ------- | ------- | ------- | ------- | ------- | ------- | ------- | ------- | ------- | ------- | ------- | ------- |
| Total                            | 259.023 | 260.404 | 271.847 | 296.380 | 286.480 | 321.120 | 341.180 | 184.585 | 405.795 | 437.500 | 471.815 | 483.590 |
| Inde                             | 33.087  | 38.341  | 39.530  | 39.790  | 51.590  | 69.975  | 85.585  | 42.865  | 127.885 | 118.215 | 139.785 | 127.355 |
| Philippines                      | 29.545  | 40.035  | 50.846  | 41.810  | 40.865  | 35.045  | 27.815  | 10.975  | 18.010  | 22.090  | 26.965  | 32.315  |
| Chine                            | 34.130  | 24.640  | 19.533  | 26.855  | 30.250  | 29.715  | 30.260  | 16.525  | 30.990  | 31.835  | 31.780  | 29.965  |
| Cameroun                         | 2.438   | 2.107   | 2.034   | 2.110   | 2.285   | 2.275   | 2.950   | 1.595   | 2.560   | 6.270   | 11.685  | 21.205  |
| Nigeria                          | 4.172   | 4.161   | 4.133   | 4.425   | 5.445   | 10.920  | 12.595  | 6.360   | 15.585  | 22.115  | 17.465  | 20.390  |
| Érythrée                         | 1.719   | 1.974   | 2.171   | 4.630   | 4.690   | 5.690   | 7.025   | 2.640   | 5.365   | 7.660   | 10.680  | 16.595  |
| Afghanistan                      | 2.003   | 1.489   | 2.587   | 2.635   | 3.455   | 3.560   | 3.900   | 1.660   | 8.560   | 23.750  | 20.180  | 12.285  |
| Pakistan                         | 12.603  | 9.128   | 11.330  | 11.335  | 7.655   | 9.485   | 10.790  | 6.230   | 8.460   | 11.600  | 11.860  | 11.960  |
| Iran                             | 11.291  | 16.781  | 11.669  | 6.485   | 4.730   | 5.510   | 6.055   | 3.810   | 11.300  | 11.110  | 10.680  | 11.150  |
| France                           | 5.623   | 4.717   | 5.807   | 6.350   | 6.625   | 6.175   | 4.960   | 4.605   | 12.685  | 14.150  | 10.075  | 9.940   |
| États-Unis                       | 8.501   | 8.496   | 7.522   | 8.410   | 9.140   | 10.925  | 10.800  | 6.380   | 11.940  | 10.410  | 10.640  | 9.330   |
| Colombie                         | 3.631   | 2.860   | 2.181   | 2.440   | 2.235   | 2.270   | 2.275   | 1.520   | 4.050   | 3.775   | 4.660   | 8.865   |
| Algérie                          | 4.325   | 3.653   | 2.835   | 2.820   | 2.635   | 3.220   | 3.705   | 2.720   | 3.075   | 6.175   | 5.245   | 8.255   |
| Syrie                            | 1.008   | 2.051   | 9.853   | 34.925  | 12.060  | 12.045  | 10.120  | 4.880   | 5.585   | 8.505   | 9.345   | 7.750   |
| Maroc                            | 3.276   | 2.491   | 2.736   | 2.115   | 2.265   | 2.780   | 3.020   | 2.980   | 2.945   | 6.390   | 6.410   | 7.630   |
| Ukraine                          | 2.487   | 2.537   | 2.378   | 3.365   | 3.310   | 3.135   | 2.990   | 1.675   | 3.190   | 3.575   | 3.110   | 6.780   |
| Vietnam                          | 2.112   | 2.495   | 2.591   | 2.445   | 2.505   | 3.050   | 4.220   | 2.610   | 5.755   | 5.460   | 6.605   | 6.710   |
| Mexique                          | 3.995   | 4.477   | 3.231   | 3.400   | 3.135   | 3.315   | 3.460   | 2.430   | 5.145   | 5.220   | 5.735   | 6.415   |
| Brésil                           | 1.712   | 1.916   | 1.750   | 1.725   | 2.760   | 3.950   | 5.290   | 3.695   | 11.425  | 7.335   | 7.225   | 5.985   |
| Somalie                          | 2.030   | 1.491   | 1.157   | 1.310   | 1.390   | 2.140   | 3.275   | 1.010   | 2.075   | 2.940   | 5.170   | 5.800   |
| Tunisie                          | 1.624   | 1.472   | 1.283   | 1.310   | 1.430   | 1.935   | 1.980   | 1.435   | 2.640   | 4.675   | 3.470   | 5.710   |
| Haïti                            | 4.152   | 3.315   | 2.727   | 2.920   | 2.345   | 2.100   | 1.460   | 990     | 2.865   | 4.400   | 3.015   | 5.180   |
| Bangladesh                       | 3.792   | 2.233   | 3.304   | 3.230   | 3.190   | 3.200   | 3.395   | 1.620   | 2.995   | 4.055   | 5.020   | 4.535   |
| République démocratique du Congo | 2.050   | 1.749   | 1.715   | 2.550   | 2.355   | 2.385   | 2.290   | 865     | 1.820   | 3.250   | 5.320   | 4.380   |
| Corée du Sud                     | 4.509   | 4.463   | 4.091   | 4.010   | 3.980   | 4.805   | 6.110   | 3.285   | 8.240   | 5.455   | 5.205   | 4.365   |
| Liban                            | 2.175   | 2.224   | 2.135   | 1.935   | 1.365   | 1.500   | 1.965   | 1.280   | 1.830   | 4.095   | 4.555   | 4.330   |
| Éthiopie                         | 1.608   | 1.339   | 1.365   | 1.940   | 1.910   | 2.030   | 2.470   | 1.100   | 2.145   | 2.665   | 3.820   | 4.245   |
| Royaume-Uni                      | 5.827   | 5.764   | 5.451   | 5.810   | 5.310   | 5.670   | 5.635   | 3.410   | 6.555   | 4.485   | 4.990   | 4.135   |
| Sri Lanka                        | 2.394   | 2.606   | 1.795   | 1.545   | 2.150   | 2.165   | 2.235   | 1.340   | 2.025   | 2.510   | 2.710   | 3.805   |
| Jamaïque                         | 2.479   | 3.054   | 3.426   | 3.560   | 3.830   | 3.875   | 3.970   | 2.030   | 4.030   | 4.245   | 4.340   | 3.720   |
| Hong Kong                        |         |         | 630     | 1.210   | 1.360   | 1.530   | 1.540   | 1.045   | 2.295   | 3.710   | 7.535   | 3.510   |
| Venezuela                        |         |         | 930     | 1.020   | 1.010   | 1.525   | 1.580   | 1.055   | 2.625   | 1.545   | 1.390   | 3.245   |
| Côte d'Ivoire                    | 1.170   | 1.521   | 1.361   | 1.765   | 1.405   | 1.470   | 1.850   | 1.195   | 1.110   | 2.990   | 2.585   | 3.145   |
| Égypte                           | 4.165   | 3.159   | 3.763   | 3.090   | 2.865   | 3.515   | 3.655   | 1.905   | 3.220   | 2.890   | 2.515   | 2.620   |
| Turquie                          |         |         | 875     | 920     | 1.110   | 2.080   | 2.830   | 2.120   | 4.620   | 2.420   | 2.070   | 2.450   |
| Népal                            | 1.308   | 1.219   | 1.500   | 750     | 1.110   | 1.400   | 1.410   | 565     | 1.020   | 1.440   | 1.760   | 2.005   |
| Apatrides                        |         |         |         |         |         |         |         |         |         |         | 1.080   | 2.000   |
| Soudan                           |         |         |         |         | 425     | 715     | 1.250   | 845     | 1.745   | 1.575   | 2.010   | 1.950   |
| Russie                           | 2.462   | 1.772   | 2.147   | 2.430   | 2.290   | 2.145   | 2.260   | 1.385   | 2.005   | 1.615   | 1.770   | 1.810   |
| Maurice                          |         |         |         |         |         |         |         |         |         | 1.020   | 1.155   | 1.710   |
| Irak                             | 4.918   | 3.897   | 3.980   | 2.410   | 4.740   | 5.330   | 4.445   | 1.950   | 2.690   | 3.475   | 2.335   | 1.660   |
| Ghana                            |         |         |         |         | 685     | 895     | 1.025   | 545     | 1.055   | 1.240   | 1.645   | 1.610   |
| Afrique du Sud                   |         |         | 960     | 1.075   | 1.555   | 1.820   | 1.790   | 1.125   | 1.615   | 1.745   | 2.065   | 1.590   |
| Burundi                          |         |         |         |         |         |         |         |         |         |         | 1.030   | 1.285   |
| Jordanie                         |         |         |         |         |         |         |         |         |         | 1.140   | 1.265   | 1.270   |
| Taïwan                           |         |         |         |         |         |         |         |         |         |         | 1.075   | 1.250   |
| Rwanda                           |         |         |         |         |         |         |         |         |         |         | 1.005   | 1.245   |
| Kenya                            |         |         |         |         |         |         |         |         |         |         | 1.230   | 1.085   |
| Togo                             |         |         |         |         |         |         |         |         |         |         |         | 1.075   |
| Sénégal                          |         |         |         |         |         |         |         |         |         |         |         | 1.065   |
| Australie                        | 1.120   | 1.295   | 1.414   | 1.695   | 1.865   | 2.190   | 2.140   | 1.180   | 2.080   | 1.265   | 1.260   | 1.000   |

Source : Statistiques du gouvernement Canadien https://ouvert.canada.ca/data/fr/dataset/f7e5498e-0ad8-4417-85c9-9b8aff9b9eda?_ga=2.65242605.290504232.1526039597-1618667067.1508951852
Dernière modification le 29 février 2020.
Les ressortissants des pays comptant moins de 1 000 nouveaux résidents permanents par an ne sont pas repris dans ce tableau.

### Population du Canada par pays de naissance
|                                  | 2011       | 2016       | 2021       |
| -------------------------------- | ---------- | ---------- | ---------- |
| Total                            | 32.852.325 | 34.460.060 | 36.991.981 |
| Canada                           | 25.635.025 | 26.240.515 | 28.630.476 |
| Extérieur du Canada              | 7.217.295  | 8.219.550  | 8.361.505  |
| Total Asie                       | 3.239.015  | 3.948.640  | 4.307.000  |
| Total Europe                     | 2.226.100  | 2.229.440  | 1.967.620  |
| Total Amérique (Hors Canada)     | 1.165.465  | 1.281.145  | 1.200.895  |
| Total Afrique                    | 522.970    | 689.630    | 821.735    |
| Total Océanie                    | 63.630     | 70.570     | 61.900     |
| Inde                             | 572.435    | 728.160    | 898.050    |
| Philippines                      | 502.295    | 626.090    | 719.580    |
| Chine                            | 585.555    | 752.650    | 715.835    |
| Royaume-Uni                      | 559.455    | 528.245    | 464.135    |
| États-Unis                       | 316.165    | 338.220    | 256.085    |
| Pakistan                         | 161.380    | 210.090    | 234.105    |
| Hong Kong                        | 209.775    | 215.550    | 213.855    |
| Italie                           | 260.250    | 242.255    | 204.065    |
| Iran                             | 125.825    | 160.680    | 182.940    |
| Vietnam                          | 168.420    | 175.760    | 182.095    |
| Jamaïque                         | 129.125    | 144.220    | 145.360    |
| Corée du Sud                     | 132.940    | 149.615    | 138.355    |
| Sri Lanka                        | 135.400    | 134.750    | 136.240    |
| Pologne                          | 154.395    | 149.390    | 135.030    |
| Portugal                         | 140.310    | 143.160    | 128.795    |
| Allemagne                        | 171.870    | 168.010    | 126.470    |
| France                           | 112.575    | 138.645    | 121.525    |
| Haïti                            | 86.075     | 97.140     | 99.945     |
| Syrie                            | 22.725     | 56.055     | 97.595     |
| Liban                            | 83.375     | 92.000     | 95.730     |
| Mexique                          | 86.175     | 95.410     | 90.585     |
| Roumanie                         | 83.860     | 91.560     | 86.770     |
| Guyana                           | 88.920     | 88.570     | 85.530     |
| Irak                             | 50.980     | 70.515     | 84.130     |
| Russie                           | 75.350     | 82.555     | 81.840     |
| Maroc                            | 58.830     | 72.905     | 81.770     |
| Nigeria                          | 31.720     | 52.380     | 81.290     |
| Ukraine                          | 67.335     | 77.470     | 81.130     |
| Colombie                         | 64.935     | 74.595     | 80.570     |
| Algérie                          | 52.535     | 67.045     | 79.660     |
| Pays-Bas                         | 100.935    | 91.510     | 75.830     |
| Égypte                           | 51.520     | 67.195     | 73.710     |
| Bangladesh                       | 47.180     | 61.675     | 70.090     |
| Taïwan                           | 69.550     | 68.385     | 65.365     |
| Trinité-et-Tobago                | 68.790     | 66.330     | 65.035     |
| Afghanistan                      | 42.120     | 53.850     | 62.450     |
| Grèce                            | 67.245     | 65.225     | 54.715     |
| Afrique du Sud                   | 43.465     | 48.015     | 51.590     |
| Salvador                         | 44.800     | 49.260     | 49.445     |
| Brésil                           | 27.030     | 40.445     | 48.455     |
| Éthiopie                         | 25.430     | 34.295     | 41.720     |
| Croatie                          | 40.475     | 41.650     | 36.675     |
| Bosnie-Herzégovine               | 36.460     | 36.635     | 35.925     |
| Turquie                          | 27.145     | 29.335     | 35.270     |
| République démocratique du Congo | 19.890     | 27.800     | 33.110     |
| Somalie                          | 22.800     | 28.190     | 32.495     |
| Serbie                           | 33.030     | 34.325     | 31.925     |
| Pérou                            | 27.725     | 31.315     | 31.420     |
| Érythrée                         | 8.170      | 15.745     | 31.385     |
| Hongrie                          | 40.935     | 38.840     | 31.050     |
| Japon                            | 33.330     | 37.365     | 30.870     |
| Arabie saoudite                  | 23.155     | 29.330     | 29.585     |
| Émirats arabes unis              | 15.345     | 23.220     | 29.405     |
| Israël                           | 25.145     | 30.265     | 29.395     |
| Irlande                          | 30.890     | 34.090     | 29.295     |
| Kenya                            | 25.720     | 28.840     | 29.235     |
| Cameroun                         | 9.090      | 20.665     | 28.755     |
| Chili                            | 26.795     | 28.570     | 27.755     |
| Venezuela                        | 18.175     | 24.365     | 27.320     |
| Ghana                            | 21.985     | 24.660     | 25.755     |
| Australie                        | 25.365     | 30.895     | 25.200     |
| Malaisie                         | 23.710     | 25.690     | 25.060     |
| Fidji                            | 24.925     | 25.155     | 24.715     |
| Tunisie                          | 12.065     | 19.720     | 24.425     |
| Cambodge                         | 24.275     | 23.830     | 23.065     |
| Tanzanie                         | 19.905     | 21.260     | 21.595     |
| Moldavie                         | 12.840     | 18.280     | 20.070     |
| République tchèque               | 21.310     | 21.980     | 19.550     |
| Cuba                             | 13.935     | 18.900     | 19.545     |
| Argentine                        | 19.665     | 20.740     | 19.530     |
| Népal                            | 9.050      | 15.220     | 19.370     |
| Bulgarie                         | 17.820     | 19.045     | 19.170     |
| Côte d'Ivoire                    | 6.380      | 12.850     | 18.865     |
| Belgique                         | 21.290     | 21.365     | 18.650     |
| Suisse                           | 20.790     | 21.960     | 18.185     |
| Maurice                          | 13.615     | 16.935     | 18.140     |
| Guatemala                        | 16.170     | 18.725     | 18.035     |
| Albanie                          | 14.055     | 16.235     | 17.825     |
| Koweït                           | 13.495     | 16.260     | 17.655     |
| Jordanie                         | 10.170     | 14.260     | 17.530     |
| Thaïlande                        | 14.985     | 17.830     | 17.410     |
| Équateur                         | 14.360     | 16.045     | 16.320     |
| Soudan                           | 14.020     | 11.130     | 16.025     |
| Indonésie                        | 14.870     | 15.965     | 16.025     |
| Ouganda                          | 12.145     | 13.710     | 15.120     |
| Kazakhstan                       | 9.600      | 13.325     | 13.965     |
| Laos                             | 14.540     | 14.625     | 13.955     |
| Saint-Vincent-et-les-Grenadines  | 12.865     | 13.930     | 13.930     |
| Autriche                         | 17.685     | 16.615     | 13.835     |
| Barbade                          | 15.855     | 15.080     | 13.665     |
| République dominicaine           | 9.035      | 11.880     | 13.360     |
| Burundi                          | 6.880      | 9.155      | 13.050     |
| Slovaquie                        | 13.485     | 15.385     | 12.955     |
| Singapour                        | 12.190     | 13.375     | 12.560     |
| Biélorussie                      | 10.735     | 11.520     | 12.190     |
| Zimbabwe                         | 10.240     | 11.670     | 12.050     |
| Espagne                          |            | 10.700     | 11.510     |
| Danemark                         | 15.405     | 13.335     | 11.000     |
| Nicaragua                        | 9.140      | 10.265     | 10.735     |
| Macédoine du Nord                | 9.730      | 10.490     | 10.195     |
| Sénégal                          | 5.690      | 8.860      | 10.045     |

Note : Les pays de naissance de moins de 10 000 individus ne sont pas repris dans ce tableau.
Source : Enquête nationale de 2011 publiée par Statistique Canada lien : http://www12.statcan.gc.ca/nhs-enm/2011/dp-pd/dt-td/Rp-fra.cfm?LANG=F&APATH=3&DETAIL=0&DIM=0&FL=A&FREE=0&GC=0&GID=0&GK=0&GRP=1&PID=105411&PRID=0&PTYPE=105277&S=0&SHOWALL=0&SUB=0&Temporal=2013&THEME=95&VID=0&VNAMEE=&VNAMEF=
http://www12.statcan.gc.ca/census-recensement/2016/dp-pd/dt-td/Rp-fra.cfm?LANG=F&APATH=3&DETAIL=0&DIM=0&FL=L&FREE=0&GC=0&GID=0&GK=0&GRP=1&PID=110525&PRID=10&PTYPE=109445&S=0&SHOWALL=0&SUB=0&Temporal=2017&THEME=120&VID=0&VNAMEE=&VNAMEF=
Chiffres 2021 : https://www150.statcan.gc.ca/t1/tbl1/fr/tv.action?pid=9810034901

### Acquisition de la nationalité Canadienne par pays d'origine
|             | 2014    | 2015    | 2016    | 2019    |
| ----------- | ------- | ------- | ------- | ------- |
| Total       | 262.643 | 252.187 | 147.791 | 250.498 |
| Philippines | 27.988  | 31.954  | 23.890  | 33.922  |
| Inde        | 26.558  | 28.167  | 16.615  | 31.337  |
| Iran        | 9.421   | 8.994   | 3.926   | 14.041  |
| Chine       | 21.657  | 20.088  | 10.797  | 13.456  |
| Pakistan    | 9.082   | 8.676   | 5.777   | 11.187  |
| Syrie       | 1.084   | 1.252   | 657     | 6.434   |
| États-Unis  | 7.361   | 6.666   | 4.495   | 5.623   |
| France      | 5.728   | 4.548   | 2.208   | 5.502   |
| Irak        | 4.625   | 5.202   | 2.985   | 5.056   |
| Nigeria     | 3.020   | 4.235   | 2.158   | 5.021   |
| Royaume-Uni | 7.334   | 6.261   | 4.169   | 4.844   |
| Algérie     | 7.279   | 5.695   | 2.467   | 4.245   |
| Égypte      | 3.526   | 4.762   | 2.394   | 4.109   |
| Mexique     | 3.602   | 3.495   | 2.112   | 3.770   |
| Bangladesh  | 4.320   | 3.563   | 1.731   | 3.602   |
| Autres pays | 118.195 | 108.179 | 61.016  | 98.349  |

Source : Perspectives migrations internationales 2022 :  https://www.oecd-ilibrary.org/sites/30fe16d2-en/1/4/1/index.html?itemId=/content/publication/30fe16d2-en&_csp_=97175d429ae5e4e04cd3cccbbfc84945&itemIGO=oecd&itemContentType=book

## Œuvres de fiction
- Murdoch sans frontières : dans le 4e épisode de la 12e saison de la série télévisée canadienne les Enquêtes de Murdoch, l'inspecteur enquête sur le meurtre d'un juge à l'immigration sur fond tensions syndicales dans le secteur du bâtiment. Les ouvriers syndiqués accusent les entrepreneurs de dumping social en favorisant l'arrivée de migrants au Canada.
- Concubine's Children (en) : un roman historique de Denise Chong (ancienne conseillère de Pierre Trudeau et écrivaine canadienne d'origine chinoise) raconte l'histoire d'une famille obligée de quitter la Chine[45].